# Partito della Riforma e della Costruzione Nazionale
Il Partito della Riforma e della Costruzione Nazionale (in swahili: Chama cha Mageuzi na Ujenzi wa Taifa - Mageuzi) è un partito politico socialdemocratico fondato in Tanzania nel 1992, noto in precedenza come "Commissione Nazionale per le Riforme Costituzionali" (National Committee for Constitutional Reforms - NCCR) dai leaders Emmanuel ole Sirikiwa e Mabere Marando.

## Risultati elettorali
| Anno | Voti      | Seggi    |
| ---- | --------- | -------- |
| 1995 | 1 406 343 | 16 / 232 |
| 2000 | 256 591   | 1 / 231  |
| 2005 | 239 452   | 0 / 232  |
| 2010 | 193 738   | 4 / 239  |
| 2015 | 218 209   | 1 / 367  |